# Choerodon rubescens
Choerodon rubescens (Günther, 1862)  è un pesce d'acqua salata appartenente alla famiglia Labridae.

## Distribuzione e habitat
È endemico dell'ovest dell'Australia, nell'oceano Indiano. Vive a basse profondità nelle zone rocciose, in particolare calcaree, ricche di vegetazione acquatica e in barriere coralline.

## Descrizione
Presenta un corpo compresso lateralmente, alto e non allungato, decisamente tozzo. La mandibola è molto prominente e più chiara del resto del corpo che è invece grigio o marrone-grigiastro. Le pinne sono ampie e dello stesso colore del corpo; la pinna caudale non è biforcuta e ha il margine dritto, la pinna dorsale e la pinna anale sono basse e lunghe.
Raggiunge i 90 cm e vive anche 22 anni.

## Biologia

### Alimentazione
Si nutre di invertebrati, in particolare echinodermi e molluschi.

### Riproduzione
È oviparo, ermafrodita e la fecondazione è esterna. Durante le deposizione delle uova, che avviene tra agosto e gennaio, gli esemplari di questa specie si riunisce in gruppi; i maschi nella stagione riproduttiva formano degli harem. Non ci sono cure verso le uova.

## Conservazione
Questa specie è minacciata dalla pesca, che potrebbe diventare eccessiva, quindi è stata regolamentata ed è stata definita la lunghezza minima di 40 cm per la cattura. Dopo queste misure questa specie viene classificata come "a rischio minimo" (LC) dalla lista rossa IUCN perché non è minacciata da particolari pericoli.